# Шиванюк Олександр Миколайович
Шиванюк Олександр Миколайович (17 червня 1971) — український хімік, доктор хімічних наук, Індекс Хірша  h=40, 4938 цитування (13.05.2025) згідно  Google Scholar.
Основні наукові інтереси: супрамолекулярна, медична та фізико-органічна хімія, хімія природних речовин, квантова хімія та молекулярне моделювання, радіоспектроскопія, рентгенівська кристалографія.

## Наукова біографія
1994 — закінчив хіміко-технологічний факультет Київського політехнічного інституту.
Працював лаборантом (1989–1992), інженером (1993-1994), молодшим (1995), старшим (2004–2005) та провідним (2006) науковим співробітником Інституту органічної хімії НАН України.
Захистив кандидатську (1994) та докторську (2005) дисертації зі спеціальності «органічна хімія».
1995–1996 — працював дослідником в університеті Твенте (Енсхеде, Нідерланди), займався дослідження фоточутливих рецепторів і самоорганізованих рецепторних систем.
1996–1999 — виконував наукові роботи в Університеті Йоганнеса Ґутенберґа (Майнц, ФРН).
1999–2000 — працював старшим дослідником в Університеті м. Ювескюля (Фінляндія).
2000–2003 — працював старшим дослідником в Інституті хімічної біології Скаггса при Дослідному інституті Скрипса (Ла Хойа, Каліфорнія, США).
2007-2010 — провідний науковий співробітник НВО  Хімбіоцентр при Київському національному університеті ім. Т.Шевченка.
2010-2022 — професор Інституту високих технологій київського національного університету ім. Т.Шевченка.
З  2017  - головний науковий співробітник НВО І.Ф. Лаб.
Має понад 100 наукових і науково-методичних публікацій.
Автор 4 патентів на винаходи та монографії.